# Meno mosso
Met de muziekterm meno mosso (Italiaans voor minder beweging) wordt doorgaans een vertraging van het tempo van de te spelen of zingen muziek aangeduid. 
Een meno mosso-passage wordt doorgaans langzamer uitgevoerd dan het voorgaande tempo. De term kan echter ook betrekking hebben op de beweeglijkheid zelf zonder dat het tempo lager wordt. Deze 'beweeglijkheid' kan bijvoorbeeld tot uiting komen in minder tonen per teleenheid, het invoeren van tragere notenwaarden (bijvoorbeeld duolen in stukken met louter achtste noten), het toepassen van rubato, of het toepassen van minder dynamiek. Ook de orkestratie kan van invloed zijn op de ervaring van het meno mosso.
De term wordt pas vanaf de muziek uit de klassieke periode veelvuldig gebruikt. Vooral in werken uit de romantiek komt de aanduiding veelvuldig voor. De tegenhanger is più mosso.